# Střela (hrad)
Střela je zřícenina hradu, jehož předhradí bylo přestavěno na barokní zámek nad stejnojmennou vesnicí asi čtyři kilometry západně od Strakonic. Stojí na levém břehu Otavy na osamělém návrší v nadmořské výšce 425 metrů. Zámek je chráněn jako kulturní památka.

## Historie

### Hrad

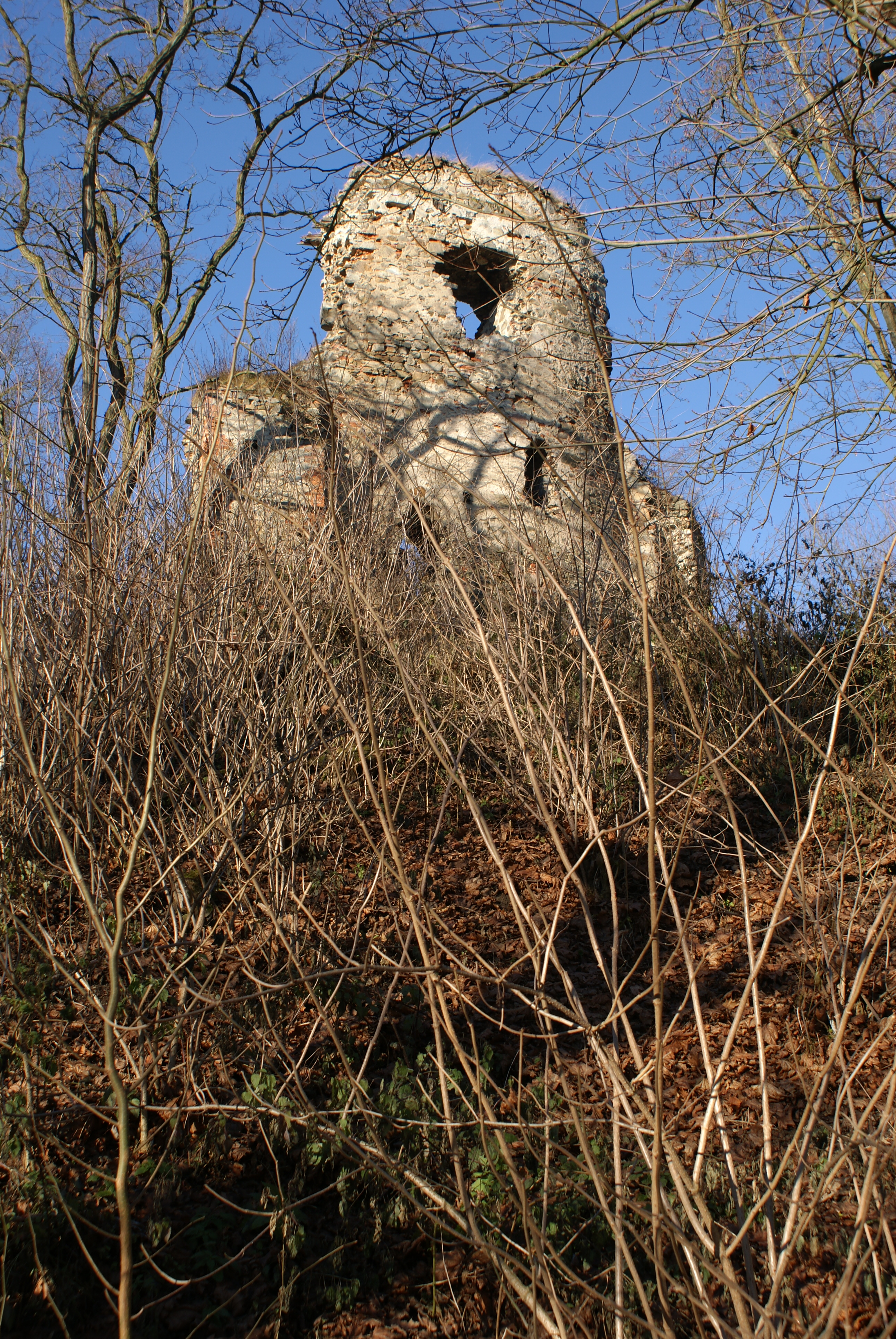
Zřícenina hradu od východu

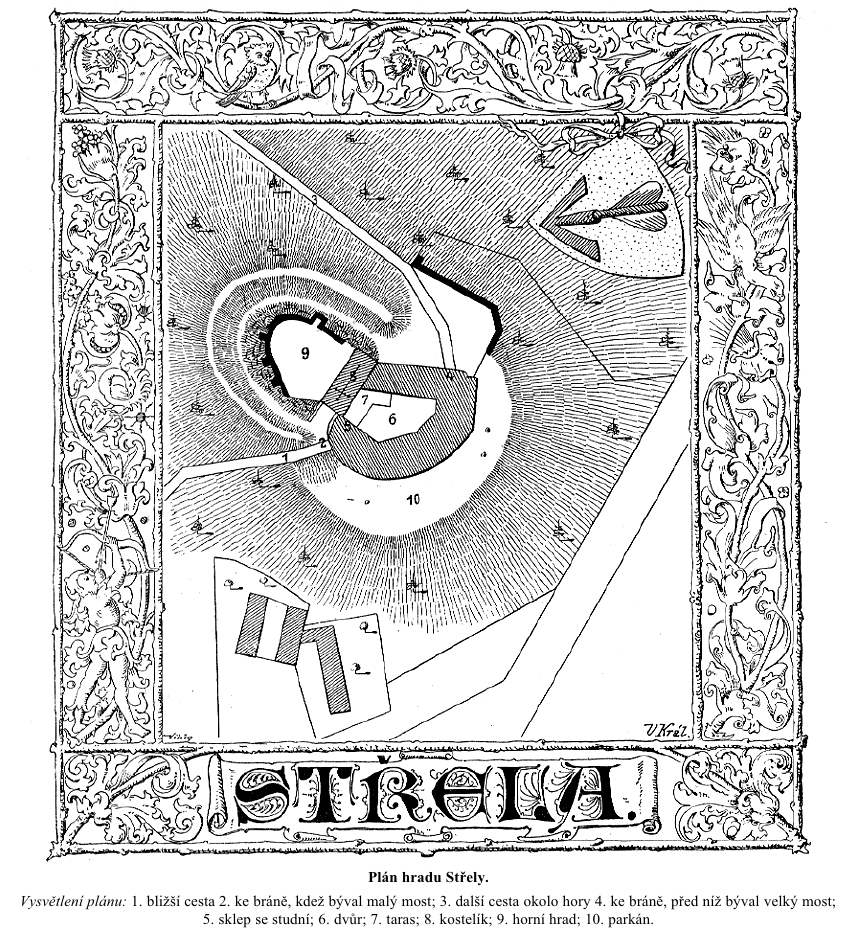
Půdorys hradu podle Augusta Sedláčka

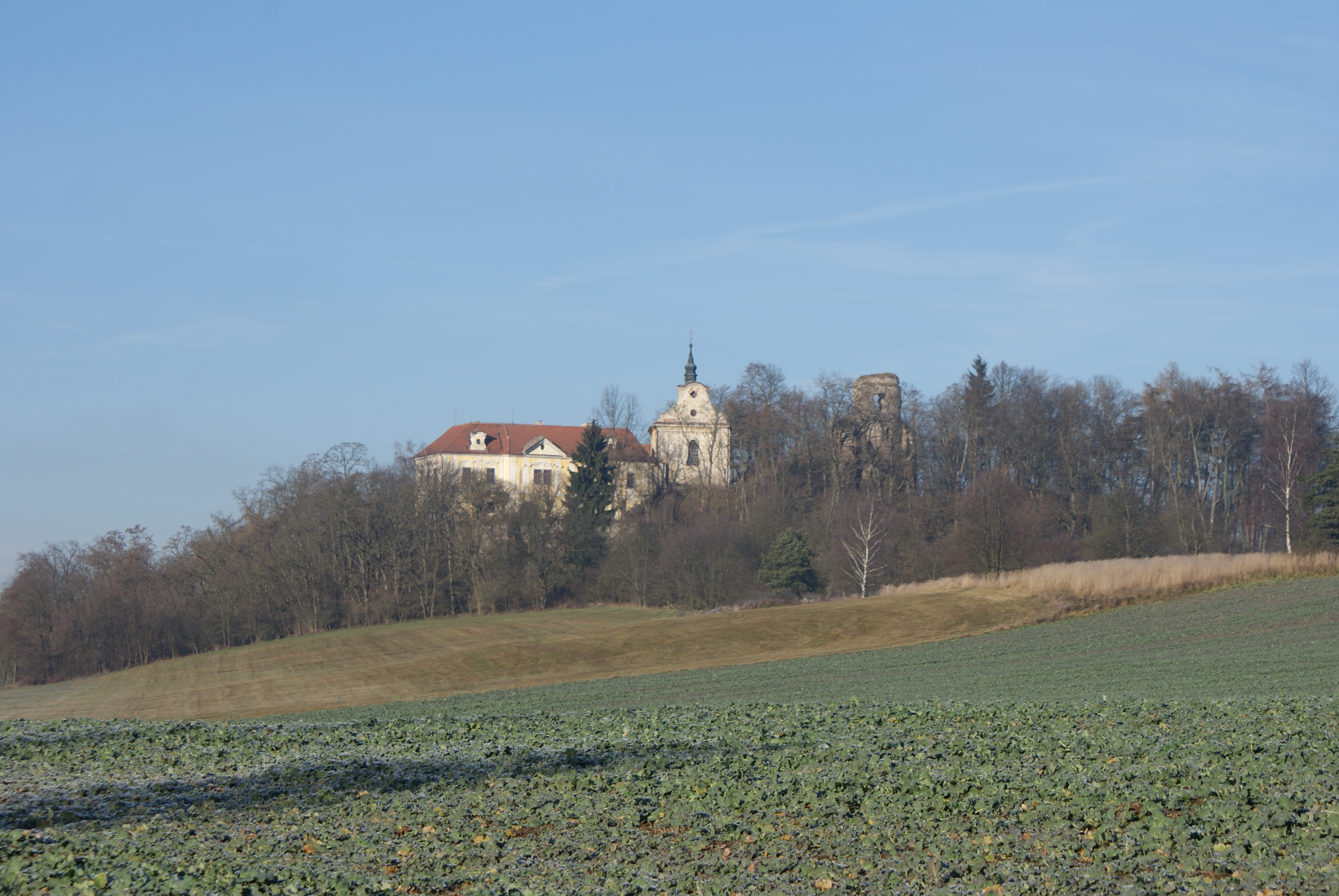
Zámek Střela se zříceninou hradu

Hrad vybudovali na návrší nad Otavou příslušníci rodu Bavorů ze Strakonic. První písemná zmínka o Střele pochází z roku 1242, ale není jisté, zda se týká přímo hradu. Za první spolehlivou zmínku o hradu a přilehlém dvoře je považována listina z roku 1318, kdy patřil Blehovi ze Střely. Jeho potomci hrad vlastnili až do konce čtrnáctého století. Roku 1393 je uváděn jako nový majitel Mikuláš z Landštejna a Borotína a pánům z Landštejna patřil až do druhé poloviny patnáctého století. Synové Mikuláše z Landštejna stáli během husitských válek na straně husitů. Po Landštejnech panství v roce 1464 získal Lev z Rožmitálu a za jeho synů byl hrad přestavěn. Dalším majitelem se stal na konci patnáctého století Půta Švihovský z Rýzmberka, od jehož synů hrad roku 1514 koupil Václav Kraselovský z Kraselova, který pravděpodobně zahájil renesanční přestavbu. Když v roce 1544 zemřel, přešel hrad na Václava z Leskovce. Jeho potomci ho vyměnili s Boubínskými z Újezda za Dub. Za nich byl hrad během stavovského povstání vypleněn vojskem Martina de Hoeff-Huerty a majetek Boubínských za účast na povstání propadl koruně.
Zabavené panství v roce 1623 koupili Libštejnští z Kolovrat. Před koncem třicetileté války (roku 1645) však hrad vypálilo švédské vojsko. Václav Libštejnský z Kolovrat potom střelské panství odkázal Jezuitům.

### Zámek
Od roku 1661 poškozený hrad spravovala klatovská jezuitská kolej, která ho nechala přestavit na barokní zámek. Po zrušení řádu v roce 1773 zámek připadl studijnímu fondu, od kterého jej roku 1777 koupil vrchnostenský správce Josef Kraus ze Strakonic. Většinu devatenáctého století patřil potomkům Erasma Obsta, kteří ho nechali celkově opravit. Mezi lety 1889 a 1948 se zde vystřídalo několik majitelů, po komunistickém převratu byl zámek znárodněn. Ve druhé polovině dvacátého století v zámku sídlila internátní zvláštní škola a později archiv.
Po Sametové revoluci byl zámek navrácen původním majitelům, kteří ho obývali až do roku 2006. V tomto roce ho však majitelka Hana Meindlová prodala lotyšskému podnikateli. Zámek začal chátrat, stal se terčem zlodějů a squatterů, střechu navíc poškodil vítr. V roce 2017 chátrající zámek zakoupil přednosta kliniky pracovního lékařství Fakultní nemocnice Královských Vinohrad Evžen Hrnčíř, který ho zabezpečil proti vniknutí, oplotil a plánuje rekonstrukci.

## Stavební podoba
Původní hrad byl dvoudílný. Tvořilo ho výše položené hradní jádro obehnané valem a širokým příkopem a níže položené předhradí, jehož podoba byla výrazně změněna výstavbou barokního zámku. Starší přístupová cesta vede z východu a ústí na terasu, která je podepřená mohutnou zdí. Je možné, že tato zeď byla součástí předhradí. Z hradního jádra se dochovala podstatná část obvodové hradby, která je výsledkem složitějšího stavebního vývoje. Podle dochovaných zbytků a historických kreseb tvořilo zástavbu jádra několik palácových křídel a čtverhranná obytná věž. Středověkého původu je zřejmě také studna a snad i sklepy vysekané ve skále. Typologicky patřilo jádro mezi tzv. blokové dispozice.
Během barokní přestavby byla zasypána část příkopu v čele jádra a na jeho místě jezuité postavili barokní kapli svatého Jana Křtitele. Zámek s kaplí má půdorys ve tvaru písmena D. Ostatní zámecká křídla uzavírají dvůr lemovaný arkádami. Vstup do zámku vede klenutým průjezdem ve východním křídle.

## Přístup
Zámek a zbytky hradu jsou  nedostupné, celý areál je oplocen. Okolo zámku vede červeně značená turistická trasa ze Strakonic do Katovic.